# Raveniopsis necopinata
Raveniopsis necopinata är en vinruteväxtart som beskrevs av J.A. Kallunki. Raveniopsis necopinata ingår i släktet Raveniopsis och familjen vinruteväxter. Inga underarter finns listade i Catalogue of Life.